# Sonate pour violon et piano no 2 de Fauré
Pour les articles homonymes, voir Sonate pour violon et piano.
La 2e sonate pour violon et piano opus 108 est une œuvre de Gabriel Fauré composée durant l'été de 1916 à Évian et terminée à Paris à l'automne. 

## Contextes
L'œuvre, dédiée à la reine Élisabeth de Belgique, est postérieure de quarante ans à sa précédente sonate pour violon et piano. Cette sonate fait partie de la dernière période du compositeur et se distingue par un style sobre et épuré, elle témoigne d'une certaine avancée dans la technique d'écriture du compositeur grâce à son lyrisme intérieur et à son absence de virtuosité. Le compositeur explore les possibilités du langage tonal, en restant étranger aux nouveautés de l'époque. Elle est composée à la même période que les sonates pour violoncelle et piano no 1 et no 2, le quintette pour piano no 2, le Trio pour piano, violon et violoncelle ainsi que le quatuor à cordes. Selon le critique Émile Vuillermoz, l'écriture en est « essentiellement intelligente » et démontre une aisance d'écriture de la part du compositeur, bien que les thèmes sont aussi inspirés que pour les oeuvres de jeunesse. Le discours musical est aussi intense qu'économe en moyens d'écriture et de jeu.

## Création
L'œuvre a été créée à Paris, salle du Conservatoire, le 10 novembre 1917 à l'occasion de la réouverture conjointe de la Société nationale de musique et de la Société musicale indépendante. Lucien Capet était au violon et Gabriel Fauré au piano,.

## Structure
La sonate comprend trois mouvements :
1. Allegro non troppo, à 
 puis à 
 ;
2. Andante, à 
, en la majeur ;
3. Finale : Allegro non troppo, à , en mi majeur.

La durée d'exécution est d'environ 23 minutes.

## Analyse
À propos de cette sonate, le musicologue Jean-Michel Nectoux écrit : « Curieusement, la hauteur de conception, l'audace de certaines harmonies, la richesse contrapuntique de la Seconde Sonate lui ont nui : elle demeure beaucoup moins connue que la Première ». Selon François-René Tranchefort, l'œuvre mériterait de plus larges suffrages, autant de la part du public que des interprètes. Toujours selon Jean-Michel Nectoux, « [la Seconde Sonate] prend une dimension qui la place au niveau des plus grandes réussites symphoniques » de par sa conception proche de la forme cyclique.

### Premier mouvement
Le premier mouvement est de forme sonate. Dès le début le piano prend une rythmique syncopée et énergique. Le premier thème est dans un flux mélodique modulant en tierces ascendantes. Selon Harry Halbreich, « le violon est un oiseau des tempêtes, blanche et fine mouette aux muscles d'acier, planant librement et radieusement au-dessus de la houle du piano » et le musicologue est loin d'être le premier a parler d'une « marine sonore ». Le second thème est indiqué dolce tranquillo, dans la tonalité de sol majeur, mais l'atmosphère apaisée contraste avec celle du premier thème, bien que l'accompagnement syncopée soit toujours présent et assure une unité au mouvement. Le développement est introduit par ce mouvement syncopé et présente les différents thèmes dans l'ordre d'exposition et préserve leur individualité propre. La réexposition arrive en même temps que le 
 et débute avec le premier thème, dans une nuance fortissimo et à l'octave supérieure, puis le second thème revient dans la tonalité de mi majeur, avant de conclure sur une grande coda où le rythme s'impose.

### Deuxième mouvement
Ce mouvement est en la majeur dans une forme de type A-B-A-B. Dès la deuxième mesure, le thème est présenté dans une grande clarté, très tendre et apaisé. Harry Halbreich déclare à propos de ce mouvement que « Mozart et Schubert, à la fin de leur vie, ont su pareillement atteindre à cette sagesse où l'expérience ultime paraît tendre la main à une enfance intacte ». Le thème provient d'une Symphonie en ré mineur datant de 1884 mais détruite par le compositeur après quelques auditions. Dans une atmosphère dolce, le violon donne son thème qui a une certaine instabilité tonale, tandis que le piano l'accompagne en batteries d'accords. Le thème est ensuite repris par le piano avant d'être dialogué en canon. Le thème B arrive ensuite, dans une ambiance espressivo, avec de larges intervalles qui contrastent par rapport au thème A. Le dialogue entre le violon et le piano aboutit à une grande phrase expressive en octaves au piano. Le thème A revient ensuite dans la tonalité de do majeur et harmonisé avant que revienne le second thème. Lors du développement terminal, la tonalité initiale de la majeur revient, reprenant complètement les deux thèmes superposés et en imitations, faisant place à une écriture polyphonique maîtrisée. La coda ramène enfin le violon dans sa tessiture la plus grave et dans une ambiance de méditation nocturne.

### Troisième mouvement
La forme de ce mouvement est complexe, à mi-chemin entre la forme sonate et le rondeau, sans pour autant être un rondo-sonate. On distingue un thème principal, deux thèmes secondaires et on retrouve le rappel de deux des thèmes principaux du premier mouvement. Le premier thème est répété à la manière d'un refrain, participant à la forme rondo. De l'avis de beaucoup de commentateurs, il s'agit à la fois du plus beau mouvement de la sonate mais aussi du plus beau finale des œuvres de Gabriel Fauré, avec une conclusion majestueuse. Le premier thème, qui fait office de refrain, est donné au violon en syncopes souples dans une allure con grazia. Pendant que le thème est repris au piano, le second thème émerge en crescendo. Le musicologue Jean-Michel Nectoux parle d'une « force d'expansion » de la part de ce thème qui semble présenter une forme d'exultation. Le troisième thème est purement mélodique et est d'ailleurs annoté cantando. Il est d'abord énoncé au piano dans une progression par enharmonie et d'une forme très libre. Dans la section qui s'apparente le plus à un développement, les trois thèmes sont repris dans le même ordre que leur présentation. Cependant, la deuxième section du mouvement propose des thématiques différentes et surprenantes. Il y a d'abord la réapparition du premier thème-refrain, traité en canon, puis du second thème, mais à la place du troisième thème, ce sont des souvenirs du premier mouvement qui s'intercalent. On retrouve ainsi les rythmes syncopés du premier mouvement, d'abord au piano dans ses graves, puis au violon. Ces syncopes se mêlent à celles du premier thème. Le deuxième thème est repris dans la tonalité de mi majeur au violon. La conclusion se fait sur le premier thème-refrain ainsi que son dérivé, qui est la seconde idée thématique du finale. La coda, sur une progression du premier thème, fait alors place à la seconde idée thématique qui conclut majestueusement la pièce.